# Crotalaria beddomeana
Crotalaria beddomeana là một loài thực vật có hoa trong họ Đậu. Loài này được Thoth. & A.A.Ansari miêu tả khoa học đầu tiên.